# Шовкова держава
«Шовкова держава» (англ. Welcome Danger!) — український комікс виданий в Києві 1 січня 1990 року видавництвом Дніпро. Комікс на основі однойменної української казки. 

## Сюжет
Троє синів не могли зрозуміти, чому їх батько-цар завжди дивився на схід, одне око його плакало, інше - сміялось. Та молодший все ж дізнався, вирушив в дорогу до Шовкової держави, де на нього чекали неймовірні зустрічі і пригоди.